# Leratia exigua
Leratia exigua là một loài Rêu trong họ Orthotrichaceae. Loài này được (Sull.) Goffinet mô tả khoa học đầu tiên năm 2004.